# Mugarra
El Mugarra és una muntanya de 965 metres d'alçada de la serra d'Aramotz. Forma part del Parc Natural d'Urkiola i està situada entre els municipis de Durango i Izurtza, a la província de Biscaia, País Basc. És una muntanya feta de grans blocs de pedra calcària, molt escarpada, amb relleus càrstics que inclouen dolines, rasclers, simes i coves, entre els quals destaquen l'arc de Genitl Zubi i les coves de Baltzola.
A la muntanya hi habiten un nombre notable d'espècies de flora i fauna incloses en el Catàleg Basc d'Espècies Amenaçades. Les parets de roca del Mugarra donen refugi a la colònia més important de voltor comú d'Euskal Herria, si bé acullen a moltes més aus, entre les quals destaquen el falcó pelegrí o l'aufrany comú.
La pedrera de pedra calcària "Markomin Goikoa", situada a Mañaria, situada fora de l'àmbit del parc natural però dins de la seva zona perifèrica de protecció, ha eliminat una part de la cresta oriental del Mugarra, fet que ha causat protestes i descontentament. La pedrera disposa de permisos per operar fins a l'any 2027, si bé ja hauria finalitzat les feines d'explotació de la zona nord-est, la més propera al límit amb el parc natural.
El Mugarra és una de les muntanyes més destacades i populars per fer senderisme i escalada (aquesta darrera molt restringida per motius de conservació) de la comarca de Durangaldea. Puntúa per al Concurso de los 100 Montes, una històrica competició basca de muntanyisme.
Les rutes més habituals per pujar la muntanya són dues. La primera, des del poble de Mañaria (181 metres), té una durada d'unes dues hores. La segona, des de Durango (110 metres), té una durada de dues hores i mitja.